# Бапу
Саттираджу Лакшминараяна (англ. Sattiraju Lakshmi Narayana, телугу సత్తిరాజు లక్ష్మీనారాయణ), более известный как Бапу (15 декабря 1933 — 31 августа 2014) — индийский кинорежиссёр
 и сценарист, а также художник: карикатурист и иллюстратор. За свою, длившуюся более четырёх десятилетий, карьеру он снял 51 фильм, основную часть на телугу и несколько на хинди и тамильском языках. В 2013 году был награждён четвёртой по высоте гражданской наградой Индии Падма Шри. Дважды получал Filmfare Awards South за лучшую режиссуру, а его фильмы шесть раз получали Национальную кинопремию за лучший фильм на телугу.

## Биография
Бапу родился 15 декабря 1933 года в городе Нарасапурам, расположенного на территории Мадрасского президентства (ныне город принадлежит округу Западный Годавари штата Андхра-Прадеш). Его родителями были Саттираджу Венугапала Рао, член Верховного суда Мадраса, и Сурьякантам. У Бапу есть брат Саттираджу Шанкарнараяна. В раннем возрасте он переехал с семьей в Мадрас (ныне Ченнаи). Здесь в 1942 году, учась в PS High School, он встретился с Муллапуди Венката Рамана, вместе с которым учился в 5-м и 6-м классах, а затем перешёл в Kesari High School. Будущий режиссёр получил степень бакалавра в области коммерции в 1953 году и в области права в 1955 году в Мадрасском университете.

### Карьера
Бапу начал свою карьеру в качестве карикатуриста в газете Andhra Patrika. Владея графикой, он также работал в рекламных агентствах в качестве старшего художника (J Walter Thomson) и арт-директора (Efficient Publicities и F.D. Stewarts). В 1960-х годах он был художественным консультантом Southern Language Book Trust, спонсируемого фондом Форда. Он оформил и проиллюстрировал несколько книг для ведущих издателей в Южной Индии, из которых пять получили правительственные награды, а также множество произведений, взятых из Пуран и фольклора. В 1964 году Бапу был делегатом на семинаре по детской книге под эгидой ЮНЕСКО в Бангалоре.
Его режиссёрский дебют состоялся в 1967 году с фильмом Saakshi по сценарию Муллапуди Венката Раманы. Снятая полностью на открытом воздухе, картина открыла Бапу путь в киноиндустрию телугу и была показана на Ташкентском кинофестивале 1968 года. Творческий союз с его школьным другом начался ещё в 1945 году, когда в детском журнале был опубликован рассказ Раманы Amma Maata Vinakapothe, для которого Бапу нарисовал иллюстрации. Созданная ими иллюстрированная серия книг о не по годам развитом мальчике Бугуру стала классикой литературы телугу. Они выпустили несколько успешных фильмов, таких как Muthyala Muggu, Tyagayya, Bhakta Kannapa, Pelli Pustakam и Mr Pellam. Четыре из снятых ими фильмов были основаны на Рамаяне: Sri Ramanjaneya Yuddham, Sampoorna Ramayanam, Sita Kalyanam и Sri Rama Rajyam. Рамана скончался спустя несколько месяцев после выхода последнего фильма на экраны.
Бапу открыл дорогу на экран для популярной звезды 1980—1990-х годов Анила Капура, дав тому его первую главную роль в своём фильме на телугу Vamsa Vriksham (1981). Первую главную роль в фильме на хинди Капур также сыграл в картине Бапу — «Те семь дней» (1983). Всего Бапу снял 9 фильмов на хинди: «Мы впятером» (1980), «Умеющий молчать» (1983), Mohabbat (1985), «Любимая сестрёнка» (1985), Mera Dharam (1986), Diljala (1988), «Клятва любви» (1989) и «Всевышний» (1994), главные роли в которых исполняли Анил Капур, Джеки Шрофф и Митхун Чакраборти. Он также ставил фильмы на тамильском языке, например Needhi Devan Mayagugiran (1982).
Бапу был режиссёром 40-часового телесериала на телугу Sri Bhagavatham, шедшего в 1996—2004 годах на ETV.

### Смерть
31 августа 2014 Бапу перенёс обширный сердечный приступ и умер на 81-м году жизни около 4 часов вечера. У него остались 2 сыновей и дочь. 1 сентября Правительство штата Андхра-Прадеш заявило, что построит концертный зал в Виджаяваде, который будет назван в честь Бапу и Муллапуди Венката Раманы. Имя режиссёра будет также носить уже существующий музей в Виджаяваде, а на берегу реки Годавари будут установлены статуи Бапу и Раманы в натуральную величину.

## Награды
- 2001 — Премия Индийского института карикатуры[11]
- 2013 — Падма Шри[12]

Национальная кинопремия Индии
- 1976 — Лучший фильм на телугу — Mutyala Muggu[13]
- 1994 — Лучший фильм на телугу — Mister Pellam[14]

Filmfare Awards South
- 1976 — Лучший режиссёр на телугу — Seeta Kalyanam
- 1980 — Лучший режиссёр на телугу — Vamsa Vruksham
- 2012 — Премия за пожизненные достижения[15]

Nandi Awards
- 1986 — Премия имени Рагхупатти Венкайи Найду[16]